# Крячок каспійський
Крячо́к каспі́йський, або чегра́ва (Hydroprogne caspia) − птах родини Мартинових. Монотипний вид, єдиний представник роду каспійський крячок (Hydroprogne). Деякі автори відносять до роду крячків (Sterna).

## Опис
Морфологічні ознаки. У дорослого птаха у шлюбному вбранні верх голови чорний, з невеликим чубом на потилиці; спина і крила зверху сірі; хвіст білий, з сірим відтінком, вирізаний; решта оперення біла; дзьоб масивний, червоний, з чорнуватою прикінцевою смугою; ноги чорні. У позашлюбному оперенні голова зверху поцяткована білим. Молодий птах подібний до дорослого у позашлюбному оперенні, але з бурою строкатістю на спині. Маса тіла: 500—700 г, довжина тіла: 48-54 см, розмах крил: 130—145 см. Від інших крячків відрізняється значно більшими розмірами і масивним дзьобом. Літають, на відміну від інших крячків, з повільними помахами крил.
Голос. Видає голосний горловий крик «креік-крееі-крее», подібний до голосу сірої чаплі.

## Ареал виду та його поширення в Україні

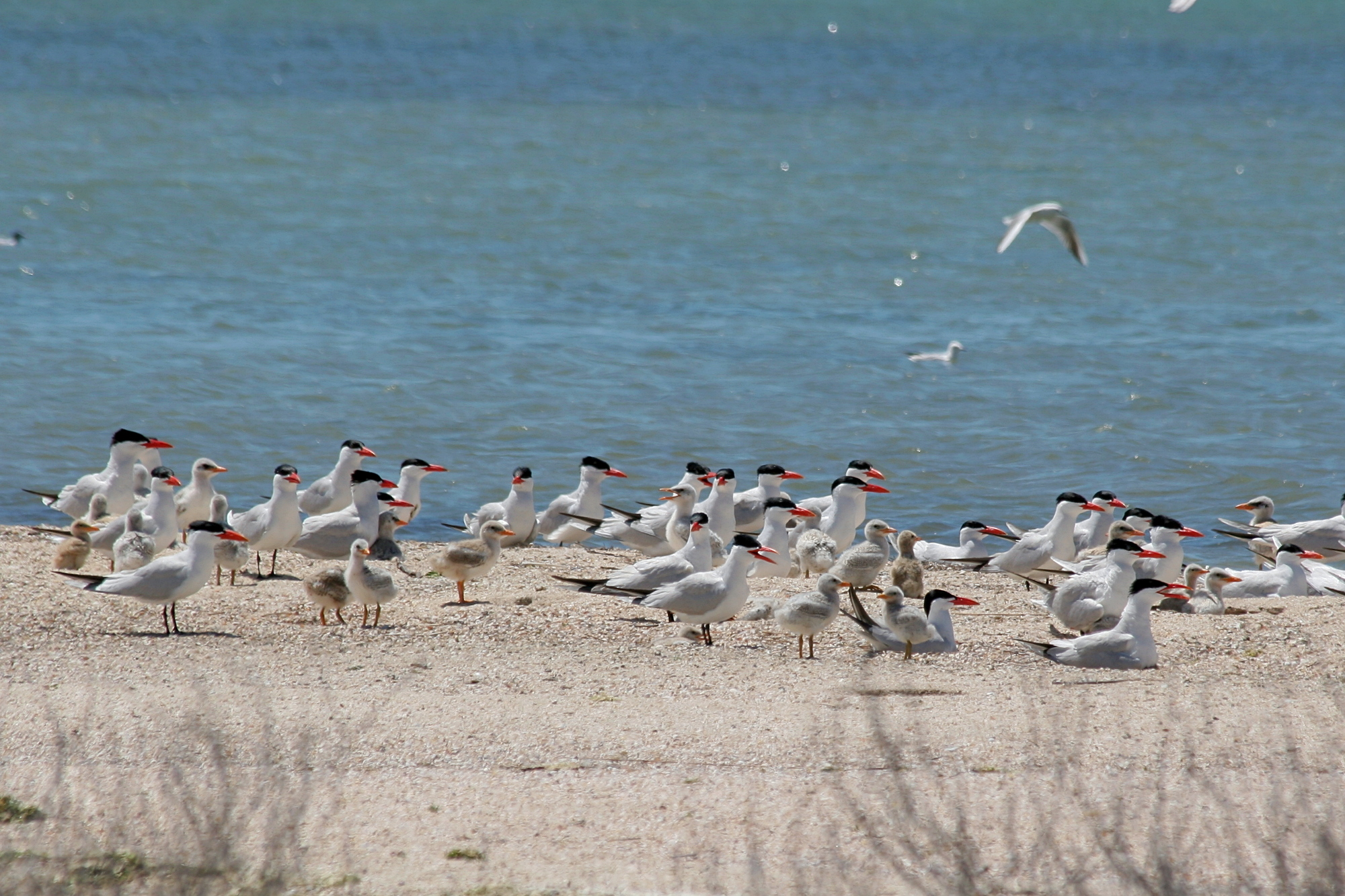
Крячок каспійський з пташенятами на острові Смаленому (Тендрівська затока, Чорноморський біосферний заповідник)

Поширений космополітно, але ареал не суцільний, а складається з окремих районів. Гніздиться в Північній Америці, Європі та Азії, а також в Австралії. В Україні гніздиться в Азово-Чорноморському регіоні. Влітку характерні широкі кочівлі нестатевозрілих і холостих птахів у межах регіону. Інколи трапляється й поза його межами (Черкаська та Київська області). Під час міграцій також трапляється переважно у зазначеному регіоні.

## Чисельність і причини її зміни
Європейська гніздова популяція нараховує 4,7−9,3 тис. пар. Гніздова чисельність виду в Україні коливається від 300 до 1,1 тис. пар. Найважливіші місця гніздування — Лебедині острови Каркінітської затоки, Чонгарські острови та острови системи Коянли Східного Сивашу, о. Китай Центрального Сивашу. Періодично гніздиться на островах Тендрівської затоки. На чисельність виду впливає розмивання та затоплення островів, де розташовані гніздові колонії, стан кормової бази на прилеглих акваторіях, експансія мартина жовтоногого, наземні хижаки, непокоєння птахів на місцях гніздування та збирання яєць на островах.

## Особливості біології

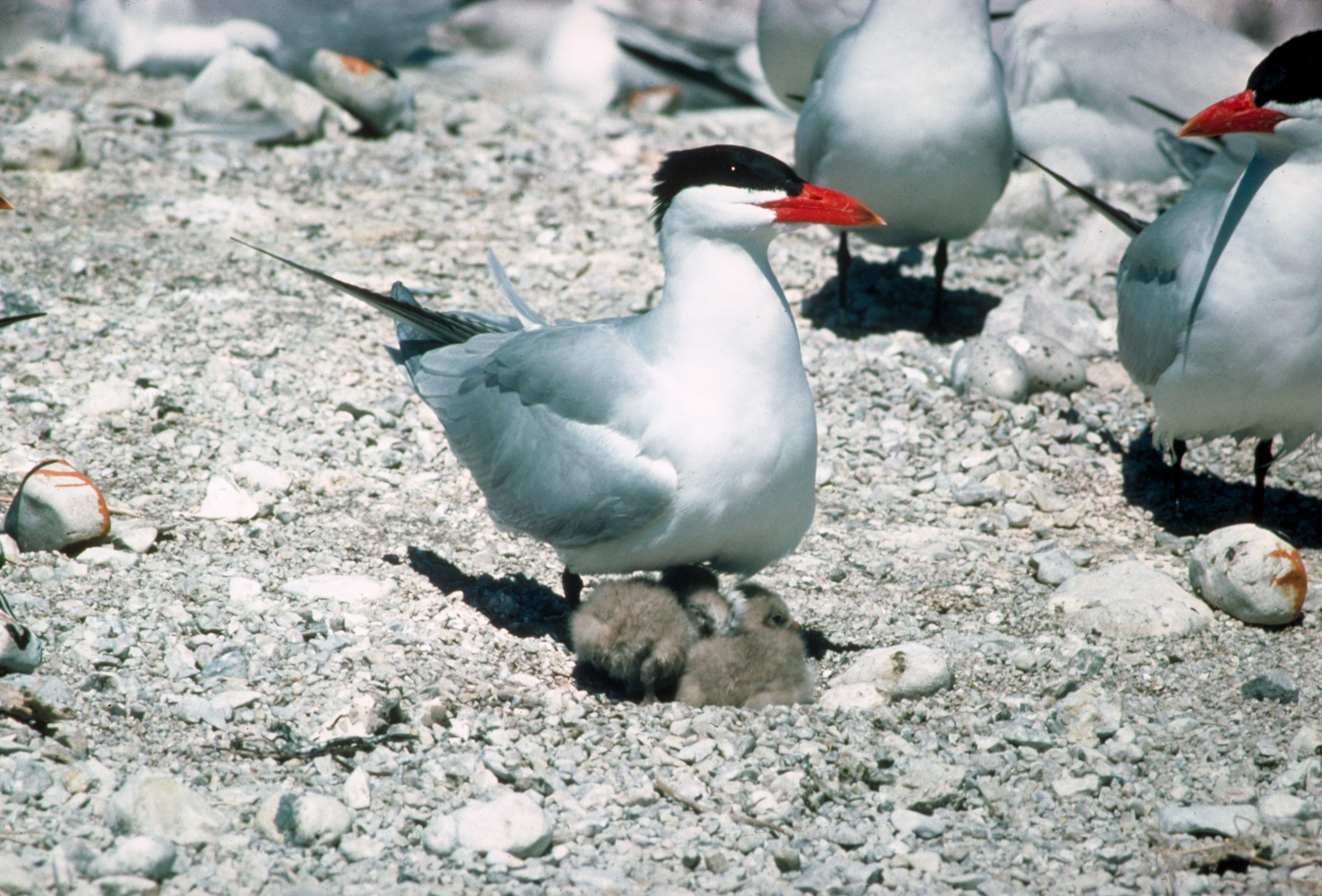
Крячок каспійський на гнізді з пташенятами

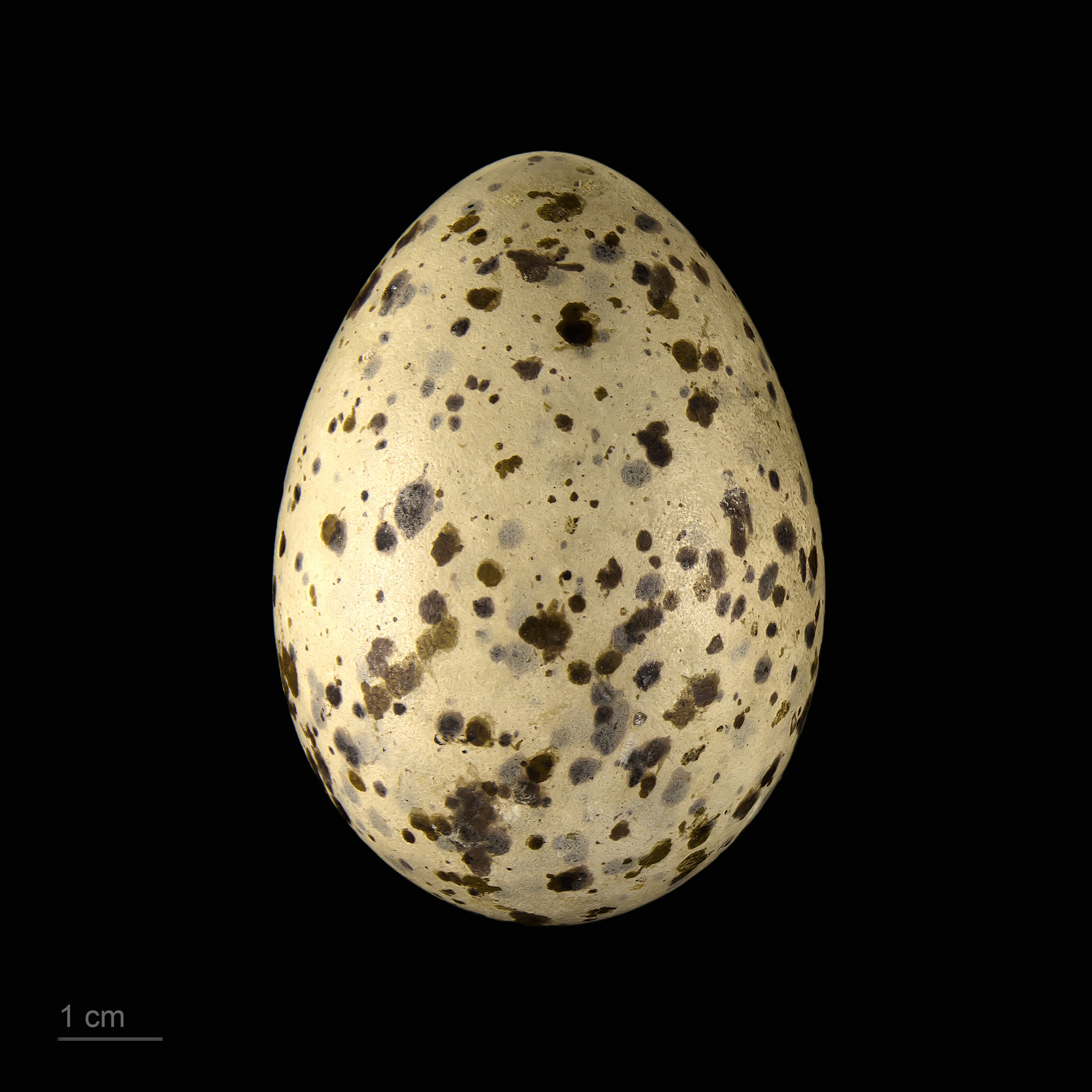
Яйце крячка каспійського в оологічній колекції (Тулузький музей)

Перелітний птах. Прилітає на початку березня. Оселяється на островах без рослинності або з мозаїчною рослинністю. Починає розмножуватися з 3-х років. Факультативно-колоніальний, моногамний вид. Гніздиться ізольованими поселеннями. Перші кладки в квітні — травні, 1-3 яйця. Термін насиджування 20-29 діб. Льотними пташенята стають у віці 30-38 діб. У серпні — вересні відбуваються кочівлі на відстань до декількох сотень кілометрів від місць гніздування. Відліт закінчується у жовтні — листопаді. Зимує переважно в Західній Африці та на узбережжі Середземного моря. Живиться виключно рибою, можливо, зрідка також наземними комахами.

## Охорона
Включено Боннської (Додаток ІІ) та Бернської (Додаток ІІ) конвенцій, угоди AEWA. Включено до Червоної книги України (1994, 2009) (статус − вразливий). В Україні гніздові поселення охороняються на території Чорноморського біосферного заповідника, у філії Кримського природного заповідника «Лебедині острови», у Азово-Сиваському НПП. До заходів збереження відносяться: охорона гніздових колоній; запобігання турбуванню птахів людьми; регуляція чисельності мартина жовтоногого та наземних хижаків.